# E. Howard Hunt

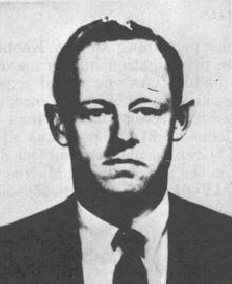
E. Howard Hunt (um 1963)

Everette Howard Hunt (* 9. Oktober 1918 in Hamburg, New York; † 23. Januar 2007 in Miami, Florida) war ein US-amerikanischer Nachrichtendienstmitarbeiter der Central Intelligence Agency und Schriftsteller.

## Militärzeit und Wirken als Schriftsteller
Er studierte an der Brown University, die er 1940 mit einem Abschluss verließ. Im Zweiten Weltkrieg diente er in der US Navy, den United States Army Air Forces und im Office of Strategic Services. Während seiner Dienstzeit und nach dem Krieg schrieb er mehr als 50 Spionageromane, die er unter seinem Namen und unter verschiedenen Pseudonymen veröffentlichte. Darin widmeten sich seine Helden stets dem Kampf gegen den kommunistischen Terror in der Welt.

## Tätigkeiten im Dienste der CIA
Seit der Gründung 1948 bis zum Jahre 1970 arbeitete Hunt für die Central Intelligence Agency (CIA). Hunt bereitete von Mexiko aus die US-Invasion in Guatemala (Operation PBSUCCESS) und den Sturz Präsident Jacobo Arbenz’ vor. Arbenz hatte 1950–1954 umfangreiche Landreformen durchgeführt und brachliegende Ländereien der United Fruit Company verstaatlicht.
Als Mitarbeiter im DDP (Directorate for Plans) hatte er unter dem Decknamen Eduardo während der Schweinebucht-Invasion Kontakt zu Exilkubanern in Miami. Vor dieser Invasion hatte Hunt schon den Vorschlag unterbreitet, Fidel Castro zu ermorden. Dieser Vorschlag wurde abgelehnt, hatte aber immerhin solchen Eindruck hinterlassen, dass US-Präsident John F. Kennedy ihn bei einem Gespräch erwähnte. Hunt hatte gemeinsam mit dem CIA-Agenten David Atlee Phillips das Startsignal für die Schweinebucht-Invasion verfasst, das vom CIA-Sender Radio Swan in Kuba ausgestrahlt wurde (Die Nachricht sollte den Anschein erwecken, dass der Sender Widerstandsgruppen in Kuba aktiviert):
“Alert! Alert! Look well at the rainbow. The fish will rise very soon. Chico is in the house. Visit him. The sky is blue. Place notice in the tree. The tree is green and brown. The letters arrived well. The letters are white. The fish will not take much time to rise. The fish is red.”

## Attentat auf John F. Kennedy
Kennedy drohte nach dem Schweinebucht-Fiasko, er werde die CIA „in Tausend Stücke zerschlagen“. Hunt wurde deshalb mit dem Attentat auf John F. Kennedy in Verbindung gebracht. Marita Lorenz, eine Zeugin vor der Warren-Kommission, gab an, sie sei eine ehemalige Geliebte Castros. Vor dem Attentat sei sie mit CIA-Agenten und Lee Harvey Oswald von Miami nach Dallas gefahren und sei dabei in einem Motel Hunt und Oswalds späterem Mörder Jack Ruby begegnet. Diese Aussagen sind zweifelhaft, da Hunt am Tag der Ermordung Kennedys angeblich in Washington, D.C. war. Auch Ruby, dessen Bewegungen in Dallas in verschiedenen Untersuchungen genau rekonstruiert wurden, war zum fraglichen Zeitpunkt nicht in dem genannten Motel. Für einen Aufenthalt Oswalds in Miami gibt es keine Belege.
Bei einem Gerichtsverfahren, das Hunt im Februar 1985 gegen die rassistische und antisemitische Zeitschrift The Spotlight führte, die in einem Artikel 1978 behauptet hatte, er sei am Tag des Attentats in Dallas und in die Ermordung Kennedys verwickelt gewesen, wurde seine Klage auf Schadensersatz wegen Beleidigung abgewiesen. Die Vorsitzende der Jury, Leslie Armstrong, kam laut dem Verschwörungstheoretiker Mark Lane zu dem Schluss: „Die Beweise waren eindeutig. Die CIA hat Präsident Kennedy ermordet, Hunt war daran beteiligt, und diese so akribisch dargelegten Beweise müssen jetzt von den zuständigen Institutionen der Regierung der Vereinigten Staaten geprüft werden, damit die Verantwortlichen für das Attentat vor Gericht gebracht werden können.“
Hunt selbst benannte 2004, drei Jahre vor seinem Tod, den französischen Drogenkurier Lucien Sarti als jenen Scharfschützen, der vom Grashügel an der Dealey Plaza den tödlichen Kopfschuss auf Kennedy abgab. Damit ist er einer von mehr als zwanzig Personen, die Geständnisse und Aussagen über die wahren Täter des Kennedy-Attentats abgegeben haben. Die meisten davon schließen sich gegenseitig aus.

## Dienst in der Regierung Nixon
Ab Juli 1971 war Howard Hunt im Weißen Haus für die Regierung Nixon tätig. Offiziell arbeitete er dabei im Büro von Richard Nixons Berater Charles Colson, inoffiziell führte er jedoch zusammen mit Gordon Liddy die illegale Organisation der „Klempner“. Diese war unmittelbar nach der Publikation der streng geheimen Pentagon-Papiere durch die New York Times und andere Zeitungen ab Juni 1971 zum „Abdichten von Lecks“, das heißt Informationen aus Weißem Haus, Ministerien und Behörden, die an die Medien lanciert worden waren, eingerichtet worden. Zu den kriminellen Aktionen, welche die „Klempner“ 1971 unter Federführung von Liddy und Hunt organisierten, gehörte ein Einbruch in der Praxis des Psychiaters Lewis J. Fielding in Los Angeles. Dieser betreute Daniel Ellsberg, einen früheren Analysten des Pentagon, der für die Veröffentlichung der Pentagon-Papiere verantwortlich war. Durch seine auf die frühen 1960er Jahre zurückdatierenden Kontakte zur exilkubanischen Gemeinde in Miami und Andeutungen auf seine hochstehenden Auftraggeber war es Hunt gelungen, einige Kubaner, die zum Teil über ihre CIA-Vergangenheit Erfahrung mit geheimdienstlichen Aktionen hatten, für die Durchführung dieses Einbruchs zu gewinnen. Man erhoffte sich, belastende Informationen zu finden, die Ellsberg in der Öffentlichkeit diskreditieren konnten, wurde aber nicht fündig.
Die „Klempner“-Truppe wurde Ende 1971 aufgelöst; Liddy und Hunt führten ihre verdeckten Operationen aber weiter. Derweil Hunt bis April 1972 weiter offiziell fürs Weiße Haus arbeitete, wechselte Liddy in die Dienste von Nixons Wiederwahlkomitee. Gemeinsam berieten die beiden ab Dezember 1971 Pläne für eine weitreichende Ausspionierung demokratischer Präsidentschaftskandidaten im anstehenden Wahljahr. Diese unter dem Decknamen „Edelstein“ („Gemstone“) firmierenden Planspiele wurden schließlich im April 1972 von John N. Mitchell, dem Leiter des Wiederwahlkomitees, abgesegnet. Unmittelbar darauf begannen Liddy und Hunt die Vorbereitungen zum Einbruch in das Hauptquartier der Demokratischen Partei im Washingtoner Watergate-Gebäudekomplex, wo heimlich interne Dokumente abfotografiert und Wanzen zur Überwachung von Räumlichkeiten oder Telefonen gelegt werden sollten. Für den Einbruch engagierten Liddy und Hunt einige derselben Männer, die bereits den Fielding-Einbruch durchgeführt hatten.
Nach der Verhaftung der Einbrecher in der Nacht zum 17. Juni 1972 kamen die Ermittler schnell auf Hunts Spur. Im Notizbuch von Bernard Barker, einem der Einbrecher, fand sich nämlich Hunts Telefonnummer.
In den folgenden Monaten forderte Hunt immer wieder Schweigegeld vom Weißen Haus. Später wurde Hunt zu 33 Monaten Gefängnis wegen Einbruch, Verschwörung und Abhörung verurteilt. Seine letzten Lebensjahre verbrachte er in Florida.
Hunt wurde in Oliver Stones Film Nixon von Ed Harris dargestellt.

## Werke

### Romane
- East of Farewell, 1942
- Limit of Darkness, 1944
- Stranger in Town, 1947
- Bimini Run, 1949
- The Violent Ones, 1950

### Sachbücher
- Give Us This Day: The Inside Story of the CIA and the Bay of Pigs Invasion … by One of Its Key Organizers, Arlington House Publishers, New Rochelle 1973, ISBN 978-0-87000-228-1.
- Undercover: Memoirs of an American Secret Agent, New York: Berkeley Publ., 1974
- mit Greg Aunapu, American Spy: My Secret History in the CIA, Watergate, and Beyond, mit einem Vorwort von William F. Buckley Jr., Hoboken 2007; ISBN 978-0471789826 (Google books)